# Brachytarsophrys platyparietus
Brachytarsophrys platyparietus és una espècie de granota que viu a la Xina i, possiblement també, a Vietnam.
El 2020 es va fer una revisió del gènere: Brachytarsophrys platyparietus s'elimina com a sinònim de Brachytarsophrys carinense i es considera una espècie vàlida a causa de divergències genètiques significatives i diferències morfològiques diferents.